# Gaoth Dobhair
Gaoth Dobhair (le nom est régulièrement anglicisé en Gweedore, même si cette dénomination n'est pas d’officielle) est un petit district (ou paroisse) situé sur la côte nord de l'Atlantique, dans le Comté de Donegal, en Irlande. Elle est officiellement la plus grande paroisse de langue irlandaise en Irlande avec une population d'environ 4 065 habitants. Des studios de la section locale de la radio en gaélique RTÉ RnaG, ainsi que d'un campus externe de la National University of Ireland, Galway sont installés sur son territoire. Gaoth Dobhair (qui ne possède pas de bourg) se compose des hameaux de Bunbeg, Derrybeg, Dunlewey, Crolly et Brinalack, et est en contrebas du plus haut sommet du Donegal, le mont Errigal.
Gaoth Dobhair est connu pour être le berceau de la culture irlandaise, avec les vieilles coutumes irlandaises, musique traditionnelle, théâtre, sports gaéliques et la langue irlandaise en jouant un rôle central et primordial dans la vie de la population locale. Ceci, avec ses paysages et ses nombreuses plages, a fait de cette région une destination touristique populaire, en particulier avec des visiteurs venus d'Irlande du Nord.
Gaoth Dobhair fait partie d'un Gaeltacht, une région où l’irlandais est parlé au quotidien par les habitants.

## Personnages célèbres
- Altan
- Clannad
- Enya
- Moya Brennan